# Jan Szybowski
Jan Szybowski (ur. 29 października 1915 w Gaju k. Bochni, zm. 4 marca 1992 w Krakowie-Nowej Hucie) – polski duchowny rzymskokatolicki, ofiara represji komunistycznych w powojennej Polsce.

## Życiorys
Był jednym z dwanaściorga dzieci Jana Szybowskiego, organisty z Bochni i jego żony Karoliny z d. Włodarczyk. Ukończył Państwowe Gimnazjum im. Marcina Wadowity w Wadowicach, a następnie odbył studia semninaryjne: najpierw w Niższym Seminarium Duchownym w Pniewach oraz w Metropolitalnym Seminarium Duchownym w Krakowie. Rozpoczął również studia teologiczne i filozoficzne na Uniwersytecie Jagiellońskim. Po wybuchu II wojny światowej kontynuował naukę na tajnym nauczaniu. W dniu 6 kwietnia 1941 roku otrzymał święcenia kapłańskie. Pracował jako wikariusz w parafiach w Marcyporębie (1941–1944) i Nowym Targu (1944–1948). Związał się z antyfaszystowskim ruchem oporu, utrzymując kontakty z oddziałami Armii Krajowej, działającymi w rejonie Gorców. Działalności tej nie zaprzestał również po wkroczeniu Armii Czerwonej, m.in. często poruszając tematy społeczne i polityczne podczas kazań. Miał też udzielić ostatniego namaszczenia mjr. Józefowi Kurasiowi ps. "Ogień" przed jego śmiercią.
W związku ze swoją aktywnością został aresztowany 10 października 1948 roku przez funkcjonariuszy Powiatowego Urzędu Bezpieczeństwa Publicznego w Nowym Targu za przynależność do Zrzeszenia Wolność i Niezawisłość oraz utrzymywanie kontaktu z organizacją "Wulkan". W listopadzie 1948 roku przewieziono go do krakowskiego więzienia Montelupich. W pokazowym procesie został skazany "za deprawowanie młodzieży i próbę obalenia ustroju" na karę więzienia, którą odbył w zakładach karnych w Krakowie i Wronkach. Więzienie opuścił 10 czerwca 1953 roku.
Po kilkumiesięcznym urlopie zdrowotnym powrócił do pracy duszpasterskiej. Był administratorem parafii w Klikuszowej (1953-1966) oraz proboszczem parafii w Kosocicach (1966–1967). W 1967 roku został przeniesiony do Brzezia, gdzie spędził większość życia kapłańskiego jako wikary (do 1968), proboszcz (1968-1990) oraz rezydent (1990). Był budowniczym kościołów w Suchorabie oraz Szarowie. W dniu 15 grudnia 1970 roku otrzymał godność kanonika honorowego z przywilejem noszenia rokiety i mantoletu. Pod koniec życia zamieszkał w Krakowie, gdzie zmarł. Został pochowany na cmentarzu w Brzeziu.

## Życie prywatne
Ojciec ks. Szybowskiego, Jan za kontakty z ruchem oporu podczas II wojny światowej został aresztowany i osadzony w obozach koncentracyjnych w Płaszowie oraz Mauthausen, gdzie zmarł. Jednymi z braci ks. Jana był aktor teatralny i filmowy Tadeusz Szybowski (1932-2019) oraz Adam Szybowski (1923-2001) – śpiewak operowy i pedagog.